# Энинген-унтер-Ахальм
Энинген-унтер-Ахальм (нем. Eningen unter Achalm, алем. нем. Ẽnenga ondr dr Achl) — коммуна в Германии, в земле Баден-Вюртемберг.
Подчиняется административному округу Тюбинген. Входит в состав района Ройтлинген. Население составляет 11 069 человек (на 31 декабря 2010 года). Занимает площадь 23,16 км².